# Hypidalia rubrivena
Hypidalia rubrivena là một loài bướm đêm thuộc phân họ Arctiinae, họ Erebidae.